# Сахарная промышленность Кубы
Сахарная промышленность Кубы исторически является одной из главных отраслей экономики Кубы.

## История
Выращивание сахарного тростника началось в колониальные времена.
До начала XVII века основной формой землевладения являлись крупные скотоводческие хозяйства, но с начала XVII века начался вывоз в Испанию тростникового сахара. В середине XVIII века на острове начался процесс дробления скотоводческих латифундий, на месте которых возникали сахарные и табачные плантации, в результате здесь окончательно складывается класс землевладельцев-креолов. В конце XVIII века на Кубе имелось 478 плантаций сахарного тростника (не считая мелких хозяйств). К началу XIX века на Кубе складывается многоукладная система экономики, начинается развитие капиталистических отношений (связанное с переходом к использованию наёмного труда на крупных латифундиях), ускоряется развитие сахарной промышленности и связанных с ней отраслей экономики.
Восстание 1791—1803 гг. на Гаити превратило Кубу в одного из главных поставщиков сахара на мировой рынок.
В 1796 году имела место первая известная попытка частичной механизации производственных процессов в этой отрасли. Испанский инженер и изобретатель Аугустино де Бетанкур по заказу сахарозаводчика графа Каса де Монтальво разработал и сделал паровую машину для переработки сахарного тростника в сахар, которая была доставлена на остров, некоторое время работала в имении другого сахарозаводчика - графа Мопокса, но вскоре сломалась и никто не смог её починить. В дальнейшем эти события оказались забыты - и долгое время определить изготовителя механизма не получалось (пока не был найден большой парадный портрет графа Касы де Монтальво, написанный в XVIII веке кубинским художником Хуаном-дель-Рио, в углу которого на заднем плане была изображена эта паровая машина).
В 1818 году Испания предоставила острову право свободной торговли
Первые заводы по производству сахара были построены в городе Карденас. В 1830-е годы начинается процесс концентрации в сахарном производстве: мелкие предприятия («инхенио») вытесняют крупные «сентрали», на которых применяется труд колонов и наёмных рабочих.
В 1843 году на сахарном заводе "Алькансия" в городе Карденас началось восстание негров-рабов, но оно было подавлено. В 1848 году (после того, как были освобождены негры-рабы во французских колониях Вест-Индии) на острове началось крупное восстание негров, которое было жестоко подавлено, но власти были вынуждены в 1854 году освободить часть негров из рабства.
В 1868 году началось восстание под руководством Карлоса Мануэля Сеспедеса продолжавшееся десять лет и завершившееся подписанием в 1878 году договора в Занхоне, в соответствии с которым в 1880—1885 годы было произведено освобождение негров-рабов, а в 1886 году рабовладение было официально запрещено. Эти события оказали влияние на состояние и развитие сахарной промышленности острова.
В 1891 году на острове было произведено 725 000 тонн сахара.
В том же 1891 году между США и Испанией был заключён торговый договор, в результате которого влияние США на экономику Кубы существенно усилилось (в 1894 году, когда договор был отменён, США импортировали 75 % кубинского сахара).

### 1898—1958
В 1898 году, после окончания войны за независимость Куба перешла под контроль США (американская оккупация острова продолжалась до 20 мая 1902 года, в 1903 году была принята «поправка Платта», разрешавшая США вводить на Кубу войска без санкции со стороны правительства). Таким образом, Куба была фактически превращена в полуколонию США.
В 1899 году была создана «Cuban American Sugar Company», начавшая скупать сахарные заводы и сахарные плантации, принадлежавшие испанцам и кубинцам. Уже в 1902 году 80 % урожая сахара принадлежало американскому сахарному тресту.
В 1905 году продукция 29 сахарных заводов, принадлежавших США, составляла 21 % от объёма производства всей промышленности острова, при этом около 90 % экспорта сахара-сырца направлялось в США.
Первая мировая война вызвала рост спроса и цен на сахар, интенсивное развитие кубинской сахарной промышленности (в 1915 году была создана Кубинская корпорация тростникового сахара, а в 1918 году Куба обеспечивала около половины мирового производства сахара), однако окончание войны и начавшийся вслед за ней экономический кризис ухудшил положение в стране. В 1917—1918 годы по стране прокатилась волна забастовок и восстаний, которые стали причиной оккупации острова американскими войсками в 1917—1922 годы. Вследствие экономического кризиса 1920—1921 года кредитно-финансовая сфера, внешняя торговля и промышленность страны переходят под управление американских банков и компаний. Значительная часть инвестиций США в этот период поступала в плантационное земледелие и сахарную промышленность.
Введение 17 января 1920 года «сухого закона» в США способствовало увеличению объёмов производства спиртных напитков на Кубе (сырьё для изготовления которых в значительной степени обеспечивала сахарная промышленность острова). В нелегальной торговле алкоголем принимал участие кубинский диктатор Ф. Батиста.
Начавшийся в 1929 году всемирный экономический кризис тяжело отразился на экономике страны, объёмы внешней торговли в 1929—1933 годы сократились в четыре раза. В 1930 году правительством Кубы была подписана международная сахарная конвенция («план Чедберна»), в соответствии с которой экспорт сахара был уменьшен до 3,4 млн тонн. В результате, уже в 1931 году количество безработных увеличилось до 500 тыс. чел. (1/8 населения Кубы). Принятый США в 1930 году закон о повышении таможенных тарифов осложнил положение кубинской сахарной промышленности, и в 1929—1933 гг. экспорт сахара сократился в четыре раза.
В июне 1934 года США ввели систему квот на импорт кубинского сахара. В 1935 году США снизили квоту на импорт кубинского сахара до 2,3 млн тонн в год, что ещё больше ухудшило обстановку в стране.
В целом, в первой половине 1930-х годов Куба представляла собой типичную тропическую полуколониальную страну. Основой экономики являлось монокультурное сельское хозяйство. Основными экспортными товарами являлись тростниковый сахар и табак (в 1934 году они составляли свыше 90 % объёма экспорта). При этом, посевы зерновых для внутреннего употребления были сравнительно невелики, и не обеспечивали потребности страны в продовольствии (35 % импорта составляли продукты питания).
В течение Второй мировой войны, с 1939 по 1945 годы приток денежных средств и поставки товаров из стран западной Европы практически прекратились и основным источником финансирования являлись реинвестиции. В этот период США стали единственным поставщиком промышленных изделий и горючего для Кубы, а также основным рынком сбыта продукции национальной экономики.
В 1947 году США снизили квоты на кубинский сахар, что привело к проблемам в кубинской сахарной промышленности.
В 1952/1953 годы производство сахара составляло 5,8 млн тонн.
В феврале — марте 1955 года в стране начались забастовки рабочих сахарной промышленности и железнодорожного транспорта, к которым присоединились другие категории населения, в декабре 1955 года — всеобщая забастовка работников сахарной промышленности.
По состоянию на 1958 год на Кубе имелось 160 сахарных заводов. Поскольку сахарный тростник не переносит дальних перевозок и сколько-нибудь длительного хранения (уже через сутки содержание сахара в срезанном тростнике значительно уменьшается), сахарные заводы были связаны с плантациями сахарного тростника сетью узкоколейных железнодорожных линий, шоссейных и грунтовых дорог.

### 1959—1991
После победы Кубинской революции в январе 1959 года США прекратили сотрудничество с новым кубинским правительством и стремились воспрепятствовать получению Кубой помощи из других источников. Власти США ввели санкции против Кубы (в частности, уже 6 июля 1960 года правительство США приняло закон о сокращении импорта кубинского сахара в США). Кроме того, США поставили перед Канадой, другими странами-союзниками по блоку НАТО и Японией вопрос о «солидарных действиях в отношении Кубы» (которые включали сокращение закупок кубинского сахара).
Начались бомбардировки предприятий сахарной промышленности и полей сахарного тростника самолётами без опознавательных знаков:
- так, 26 октября 1959 года прилетевший из США легкомоторный самолёт сбросил две зажигательных бомбы на сахарный завод «Ниагара» (Niagara Sugar Mill) в провинции Пинар-дель-Рио. Он был сбит огнём с земли (обломки самолёта и найденная в кабине полётная карта с маршрутом из США были представлены на пресс-конференции иностранным журналистам)[15].
- 21 января 1960 года двухмоторный гидроплан типа «Каталина» сбросил зажигательные бомбы на поля сахарного тростника, в результате было уничтожено 1 млн. арроб тростника;
- 18 февраля 1960 года при бомбардировке сахарного завода «Эспанья» в провинции Матансас взорвался самолёт (найденные на месте крушения документы позволили установить, что пилотом являлся гражданин США Robert Frost)

В ответ на действия правительства США, 6 августа 1960 года правительством Кубы были национализированы 36 сахароперерабатывающих заводов, принадлежавших США. Кроме того, началось развитие торгово-экономических отношений Кубы с СССР и другими социалистическими странами (в том числе, продажи кубинского сахара).
10 октября 1960 года правительство США установило полное эмбарго на поставки Кубе любых товаров (за исключением продуктов питания и медикаментов).
В ходе вторжения «бригады 2506» в апреле 1961 года сахарный завод «Австралия» («Australia Sugar Mill»), находившийся в 30 км от Плайя-Ларга (места высадки 2-го и 5-го батальонов бригады) и в 74 км от Плайя-Хирон (места высадки основных сил бригады) стал важным опорным пунктом кубинских войск. Изначально здесь находились 7 вооружённых винтовками бойцов народной милиции, в дальнейшем — штаб всех кубинских войск, участвовавших в разгроме сил вторжения. 19 апреля 1961 года пять бомбардировщиков B-26 интервентов вылетели для бомбардировки сахарного завода «Австралия», но были встречены двумя самолётами Т-33 ВВС Кубы и пулемётным огнём с земли. В результате, два B-26 с экипажами из граждан США были сбиты, один из них упал на поле сахарного тростника перед заводом «Австралия» (после окончания боевых действий поле было очищено от обломков и восстановлено).
В 1961 году производство сахара составило 6,7 млн тонн.
Во второй половине 1963 года правительство Ф. Кастро выступило с программой экономического развития страны, предусматривавшей первоочередное развитие производства сахара и других экспортных отраслей с целью создания на этой основе накоплений для последующей индустриализации.
В 1963 году, после того, как из СССР были получены первые погрузчики, началась механизация процесса уборки сахарного тростника (к 1969 году с использованием механизации убирали 50 % урожая сахарного тростника).
Кроме того, в 1963—1964 гг. в городе Санта-Клара была построена механическая фабрика по производству оборудования для фабрик сахарной промышленности, которая была введена в эксплуатацию 3 мая 1964 года (в настоящее время — машиностроительный завод «Empresa de Producciones Mecánicas Fabric Aguilar Noriega»).
Одним из направлений операции «Мангуст», проводимой ЦРУ против Кубы являлся подрыв сельского хозяйства (в том числе, уничтожение плантаций сахарного тростника). В 1964 году на территории провинции Санкти-Спиритус с самолёта было сброшено желатинообразное вещество. После этого, 2 июня 1964 года Фидель Кастро выступил с официальным заявлением о начале бактериологической войны против Кубы. Власти США объявили о непричастности к происшедшему (однако после ареста в 1968 году иностранца, попытавшегося распылить вызывающий гибель сахарного тростника вирус colletotrichum falcatum у правительства Кубы появились доказательства применения бактериологического оружия, а спустя тридцать лет о проведении «специальных мероприятий» было упомянуто в рассекреченных документах ЦРУ).
В 1964 году было создано министерство сахарной промышленности Кубы (Ministerio del Azúcar).
В результате механизации сельского хозяйства, увеличения использования удобрений, реконструкции сахарной промышленности и расширения плантаций сахарного тростника в 1970 году Куба добилась рекордного в своей истории производства сахара — 8,5 млн. т..
В 1972 году правительством Кубы была принята комплексная программа социалистической экономической интеграции, в соответствии с которой были определены внешнеэкономические приоритеты в товарообороте с социалистическими странами. Программа предусматривала развитие производства сахара, никеля, использование продуктов переработки сахарного тростника для производства целлюлозы и бумаги, тропическое плодоовощеводство.
В 1979 году правительство Кубы провозгласило курс на бережное потребление ресурсов и расширенное использование местного сырья и вторичную переработку отходов — так, багассу и отходы при переработке сахарного тростника использовали для производства целлюлозы и комбикорма для свиней). В дальнейшем было освоено производство спичек и деталей для мебели.
В начале 1980-х годов в связи со снижением мировых цен на сахар, поступления в бюджет несколько уменьшились, и правительство Кубы увеличило производство цитрусовых (на экспорт) и корнеплодов (для внутреннего рынка).
К началу 1980-х годов основой экономики Кубы по-прежнему оставалось производство сахара, от которого зависело несколько отраслей промышленности (кондитерская, спиртовинодельческая, химическая…), сельского хозяйства (использование отходов) и транспортная система. Тем не менее, к этому времени на Кубе была преодолена зависимость экономики от экспорта тростникового сахара, табака и рома, созданы ряд отраслей современной индустрии. При Академии наук Кубы действовали шесть опытных сельхозстанций станций по селекции сахарного тростника.
В 1981 году между Кубой, СССР, ГДР и Болгарией было подписано «Генеральное соглашение о комплексном развитии производства сахара в Республике Кубе», которое способствовало развитию сахарной промышленности Кубы и её техническому переоснащению новым оборудованием за счёт продаж тростникового сахара в страны СЭВ, а странам СЭВ позволяло не расширять производство сахара из сахарной свеклы, а использовать свои сельскохозяйственные земли под более рентабельные в местных условиях культуры.
В середине 1980х годов кубинскими, болгарскими и советскими специалистами было проведено аэрокосмическое спектрометрирование сахарных плантаций страны (совместная кубинско-советско-болгарская команда специалистов вела съёмку плантаций с земли, болгарские специалисты проводили аэрофотосъёмку на легкомоторных самолётах, а советская орбитальная станция «Салют-7» — съёмку из космоса); собранные данные обеспечили возможность оперативного анализа содержания сахара в растущем сахарном тростнике.
В 1987 и 1988 годы производство сахара составляло 7,3 млн тонн в год.

### После 1991
Распад СССР и последовавшее разрушение торгово-экономических и технических связей привело к ухудшению состояния экономики Кубы в период после 1991 года. Правительством Кубы был принят пакет антикризисных реформ, введён режим экономии. Основой экономики в начале 1990-х вновь становится сахарная промышленность (в 1992 году имелось 154 завода, объём производства составлял 7 млн тонн сахара в год).
В октябре 1992 года США ужесточили экономическую блокаду Кубы и ввели новые санкции (Cuban Democracy Act).
В сезоне 1993—1994 гг. Куба произвела 4 млн тонн сахара.
12 марта 1996 года конгресс США принял закон Хелмса-Бёртона, предусматривающий дополнительные санкции против иностранных компаний, торгующих с Кубой. Судам, перевозящим продукцию из Кубы или на Кубу, запрещено заходить в порты США. В результате, к 2002 году объем производства сахара сократился до 3,4 млн тонн.
В 2004 году в стране действовали около 170 сахарных заводов (большая часть которых была построена или реконструирована в период с 1960 по 1991 год при помощи со стороны СССР, Польши и Чехословакии).
В 2006 году было произведено 2,36 млн тонн сахара. 
Начавшийся в 2008 году всемирный экономический кризис и тропические ураганы («Долли» и «Густав» летом 2008 года, «Исаак» в августе 2012 года и «Сэнди» в октябре 2012 года) осложнили положение в сельском хозяйстве страны. После того как в 2017 году ураган «Ирма» и начавшиеся вслед за ним ливневые дожди уничтожили урожай сахарного тростника 2017-2018 года, летом 2018 года Куба закупила 40 тыс. тонн сахара во Франции (это первый случай импорта значительного количества сахара в страну, хотя небольшие объёмы ввозили и раньше). 
В сезоне 2021-2022 гг. было произведено порядка 480 000 тонн сахара, что стало самым низким уровнем производства более чем за сто лет.

## Современное состояние
Кубинский опыт выращивания и переработки сахарного тростника изучают в других странах мира. В марте 2024 года ООН приняла декларацию «Circularidad de una agroindustria de la caña de azúcar resiliente y baja en carbono», в которой рекомендовала другим выращивающим сахарный тростник странам обратить внимание на опыт и достижения Кубы в этой отрасли (в частности, на переработку отходов производства тростникового сахара и их использование в качестве биотоплива).